# 王賓 (金朝)
王賓（？—1233年），字德卿，亳州（今安徽省亳州市）人，金朝政治人物。
金宣宗贞祐二年（1214年），王賓中进士，调任为兰陵主簿，转任虹县县令，入朝为尚书省令史。因事罢归故里。天兴二年（1233年），亳州军变，杨春以州降蒙古，王宾与王进等相约城中军民逐走杨春，克复亳州，授同知节度使。金哀宗迁蔡州，擢升为行部尚书，镇防军乱。同年，被部下崔复哥等杀害。